# Pagida salticiformis
Pagida salticiformis is een spinnensoort in de taxonomische indeling van de krabspinnen (Thomisidae).
Het dier behoort tot het geslacht Pagida. De wetenschappelijke naam van de soort werd voor het eerst geldig gepubliceerd in 1883 door Octavius Pickard-Cambridge.